# Krzywy (Schlesische Beskiden)

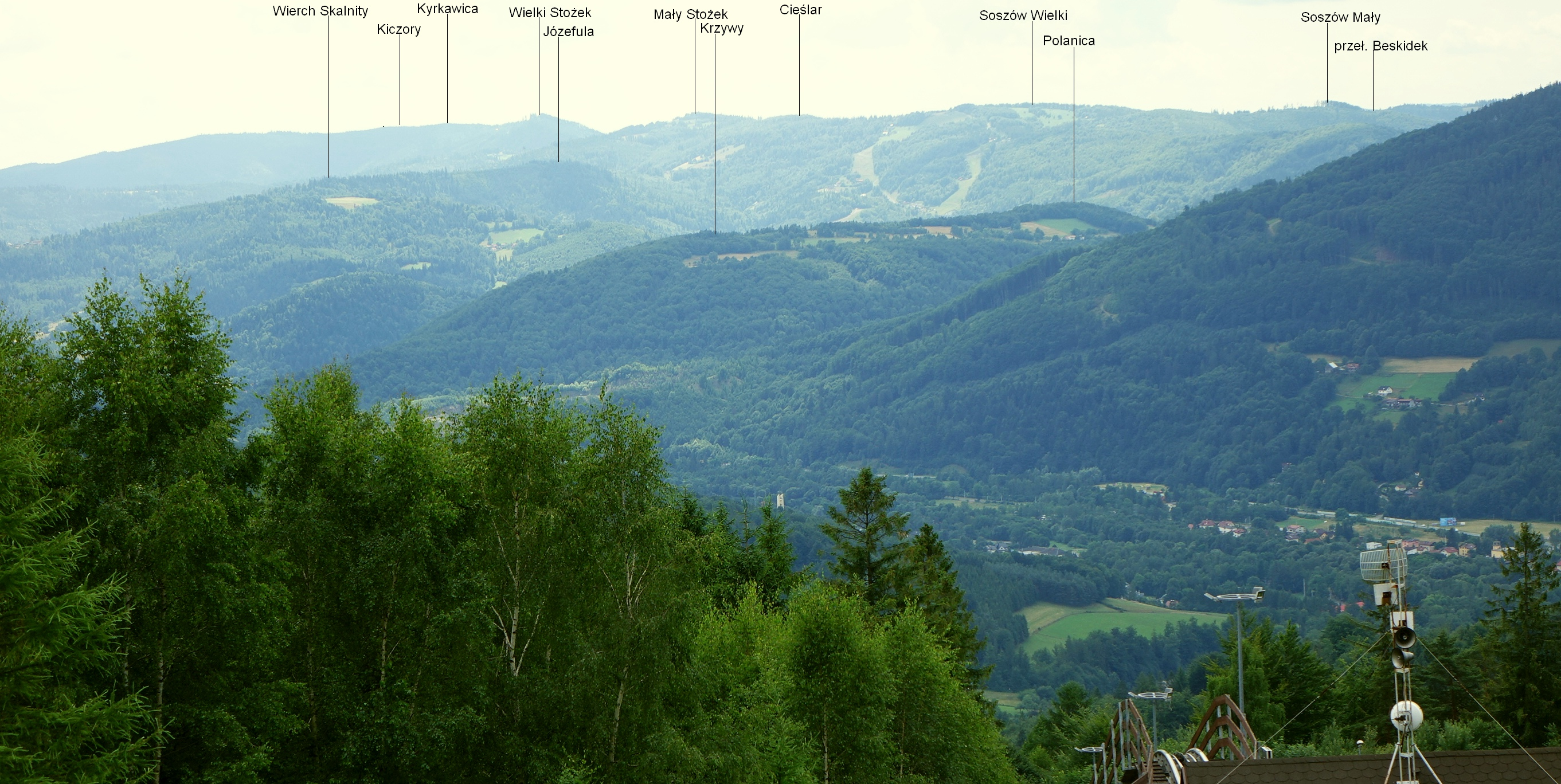
Krzywy in der Bildmitte

Der Krzywy (deutsch: Schiefer Berg) ist ein Berg in Polen. Mit einer Höhe von 646 m ist er einer der niedrigeren Berge  im Czantoria-Kamm in den Schlesischen Beskiden. Der Gipfel gehört zum Gemeindegebiet von Wisła und Ustroń. An seinen Hängen befindet sich ein Steinbruch, in dem Sandstein abgebaut wird.

## Tourismus
- Auf den Gipfel führen keine markierten Wanderwege.